# Tennis in Nederland
Dit is een overzicht van de beste tennissers en tennissters van Nederland, alle enkelspeltitels van Nederlandse tennissers en tennissters op het hoogste profniveau en alle professionele tennistoernooien in Nederland.
| |  |  |
| Tom Okker (3e) en Kiki Bertens (4e), de hoogst gerankte Nederlandse tennisser en tennisster uit de geschiedenis. |  |  |

## Mannen

### Top 150-spelers enkelspel (vanaf hetopen tijdperk)
| Nr. | Speler                  | Hoogste positie | Datum hoogste positie | W-V     | Titels | Verloren finales |
| --- | ----------------------- | --------------- | --------------------- | ------- | ------ | ---------------- |
| 1.  | Tom Okker               | 3               | 1974-03-02            | 574-241 | 26     | 22               |
| 2.  | Richard Krajicek        | 4               | 1999-03-29            | 411-219 | 17     | 9                |
| 3.  | Sjeng Schalken          | 11              | 2003-04-21            | 292-267 | 9      | 3                |
| 4.  | Jan Siemerink           | 14              | 1998-10-12            | 273-272 | 4      | 8                |
| 4.  | Martin Verkerk          | 14              | 2003-09-15            | 59-70   | 2      | 2                |
| 6.  | Paul Haarhuis           | 18              | 1995-11-06            | 267-258 | 1      | 7                |
| 7.  | Jacco Eltingh           | 19              | 1995-02-06            | 127-147 | 4      | 0                |
| 8.  | Tallon Griekspoor       | 21              | 2023-11-06            | 70-94   | 2      | 0                |
| 9.  | Botic van de Zandschulp | 22              | 2022-08-29            | 48-34   | 0      | 1                |
| 10. | Michiel Schapers        | 25              | 1988-04-25            | 159-182 | 0      | 4                |
| 11. | Robin Haase             | 33              | 2012-07-30            | 234–273 | 2      | 3                |
| 12. | Mark Koevermans         | 37              | 1991-05-27            | 72-84   | 1      | 0                |
| 13. | Thiemo de Bakker        | 40              | 2010-07-19            | 22-33   | 1      | 0                |
| 14. | Raemon Sluiter          | 46              | 2003-02-24            | 90-131  | 0      | 4                |
| 15. | Igor Sijsling           | 52              | 2014-02-17            | 27-44   | 0      | 0                |
| 16. | John van Lottum         | 62              | 1999-04-26            | 62-99   | 0      | 0                |
| 17. | Peter Wessels           | 72              | 2005-02-07            | 45-60   | 1      | 1                |
| 17. | Dennis van Scheppingen  | 72              | 2004-09-13            | 42-73   | 0      | 0                |
| 17. | Menno Oosting           | 72              | 1988-07-04            | 26-36   | 0      | 0                |
| 20. | Rolf Thung              | 86              | 1975-04-30            | 20-65   | 0      | 0                |
| 21. | Tom Nijssen             | 87              | 1989-04-17            | 45-84   | 0      | 0                |
| 22. | Jesse Huta Galung       | 91              | 2014-02-10            | 9-33    | 0      | 0                |
| 23. | Huub van Boeckel        | 93              | 1985-10-21            | 19-35   | 0      | 1                |
| 24. | Thomas Schoorel         | 94              | 2011-07-04            | 3-6     | 0      | 0                |
| 25. | Edwin Kempes            | 98              | 2001-05-21            | 11-18   | 0      | 0                |
| 25. | Louk Sanders            | 86              | 1981                  | 47-78   | 0      | 0                |
| 27. | Melle van Gemerden      | 100             | 2006-06-12            | 4-9     | 0      | 0                |
| 28. | Tim van Rijthoven       | 101             | 2022-07-18            | 12–10   | 1      | 0                |
| 29. | Gijs Brouwer            | 116             | 2023-02-20            | 3-2     | 0      | 0                |
| 30. | Fernon Wibier           | 126             | 1997-06-23            | 14-25   | 0      | 0                |
| 31. | Jelle Sels              | 127             | 2022-11-28            | 014     | 0      | 0                |
| 32. | Rogier Wassen           | 143             | 1999-05-24            | 4-13    | 0      | 0                |

Bijgewerkt t/m 20-02-2023

### Finaleplaatsen
| Legenda                       | Legenda               |
| ----------------------------- | --------------------- |
| Grand Slam                    |                       |
| Olympische Spelen             |                       |
| tot 2009                      | vanaf 2009            |
| Tennis Masters Cup            | ATP Finals            |
| ATP Masters Series            | ATP Tour Masters 1000 |
| ATP International Series Gold | ATP Tour 500          |
| ATP International Series      | ATP Tour 250          |

#### Enkelspel (open tijdperk)
| Nr.              | Datum             | Toernooi            | Ondergrond    | Winnaar                    | Tegenstander in finale      | Score                         |         |
| ---------------- | ----------------- | ------------------- | ------------- | -------------------------- | --------------------------- | ----------------------------- | ------- |
| gewonnen finales |                   |                     |               |                            |                             |                               |         |
| 1.               | 14 juli 1968      | Dublin              | Gras          | Tom Okker (1)              | Lew Hoad                    | 6-1, 6-2                      |         |
| 2.               | 20 april 1969     | Monte Carlo         | Gravel        | Tom Okker (2)              | John Newcombe               | 8-10, 6-1, 7-5, 6-3           |         |
| 3.               | 18 mei 1969       | Brussel             | Gravel        | Tom Okker (3)              | Željko Franulović           | 6-4, 1-6, 6-2, 6-3            |         |
| 4.               | 3 augustus 1969   | Hilversum           | Gravel        | Tom Okker (4)              | Tom Gorman                  | 6-3, 4-6, 7-6                 |         |
| 5.               | 9 november 1969   | Parijs              | Tapijt (i)    | Tom Okker (5)              | Earl Buchholz               | 8-6, 6-2, 6-1                 |         |
| 6.               | 10 mei 1970       | Atlanta WCT         | Tapijt (i)    | Tom Okker (6)              | Dennis Raston               | 6-4, 10-8, 6-2                |         |
| 7.               | 17 mei 1970       | Brussel             | Gravel        | Tom Okker (7)              | Ilie Năstase                | 6-3, 6-4, 0-6, 4-6, 6-4       |         |
| 8.               | 26 juli 1970      | Leicester           | Gras          | Tom Okker (8)              | Roger Taylor                | 6-1, 10-8                     |         |
| 9.               | 2 augustus 1970   | Hilversum           | Gravel        | Tom Okker (9)              | Roger Taylor                | 4-6, 6-0, 6-1, 6-3            |         |
| 10.              | 16 augustus 1970  | Hamburg             | Gravel        | Tom Okker (10)             | Ilie Năstase                | 4-6, 6-3, 6-3, 6-4            |         |
| 11.              | 25 juli 1971      | Louisville WCT      | Gravel        | Tom Okker (11)             | Cliff Drysdale              | 3-6, 6-4, 6-1                 |         |
| 12.              | 1 augustus 1971   | Quebec WCT          | Tapijt (i)    | Tom Okker (12)             | Rod Laver                   | 6-3, 7-6, 6-7, 6-4            |         |
| 13.              | 19 maart 1972     | Chicago WCT         | Tapijt (i)    | Tom Okker (13)             | Arthur Ashe                 | 4-6, 6-2, 6-3                 |         |
| 14.              | 25 maart 1973     | Washington WCT      | Tapijt (i)    | Tom Okker (14)             | Arthur Ashe                 | 6-3, 6-7, 7-6                 |         |
| 15.              | 22 juli 1973      | Hilversum           | Gravel        | Tom Okker (15)             | Andrés Gimeno               | 2-6, 6-4, 6-4, 6-7, 6-3       |         |
| 16.              | 26 augustus 1973  | Montreal            | Hardcourt     | Tom Okker (16)             | Manuel Orantes              | 6-3, 6-2, 6-1                 |         |
| 17.              | 16 september 1973 | Seattle             | Hardcourt (i) | Tom Okker (17)             | John Alexander              | 7-5, 6-4                      |         |
| 18.              | 30 september 1973 | Chicago             | Tapijt (i)    | Tom Okker (18)             | John Newcombe               | 3-6, 7-6, 6-3                 |         |
| 19.              | 21 oktober 1973   | Madrid              | Gravel        | Tom Okker (19)             | Jaime Fillol                | 4-6, 6-3, 6-3, 7-5            |         |
| 20.              | 18 november 1973  | Londen              | Tapijt (i)    | Tom Okker (20)             | Ilie Năstase                | 6-3, 6-4                      |         |
| 21.              | 17 februari 1974  | Toronto WCT         | Tapijt (i)    | Tom Okker (21)             | Ilie Năstase                | 6-3, 6-4                      |         |
| 22.              | 31 maart 1974     | Rotterdam           | Tapijt (i)    | Tom Okker (22)             | Tom Gorman                  | 4-6, 7-6, 6-1                 | details |
| 23.              | 22 juni 1975      | Nottingham          | Gras          | Tom Okker (23)             | Tony Roche                  | 6-1, 3-6, 6-3                 |         |
| 24.              | 2 november 1975   | Parijs              | Tapijt (i)    | Tom Okker (24)             | Arthur Ashe                 | 6-3, 2-6, 6-3, 3-6, 6-4       |         |
| 25.              | 6 februari 1977   | Richmond WCT        | Tapijt (i)    | Tom Okker (25)             | Vitas Gerulaitis            | 3-6, 6-3, 6-4                 |         |
| 26.              | 14 oktober 1979   | Tel-Aviv            | Hardcourt     | Tom Okker (26)             | Per Hjertquist              | 6-4, 6-3                      |         |
| 27.              | 7 oktober 1990    | ATP Athene          | Gravel        | Mark Koevermans (1)        | Franco Davín                | 5-7, 6-4, 6-1                 | details |
| 28.              | 7 april 1991      | ATP Hongkong        | Hardcourt     | Richard Krajicek (1)       | Wally Masur                 | 6-2, 3-6, 6-3                 | details |
| 29.              | 28 april 1991     | ATP Singapore       | Hardcourt     | Jan Siemerink (1)          | Gilad Bloom                 | 6-3, 6-4                      | details |
| 30.              | 22 juni 1992      | ATP Manchester      | Gras          | Jacco Eltingh (1)          | MaliVai Washington          | 6-3, 6-4                      | details |
| 31.              | 9 augustus 1992   | ATP Los Angeles     | Hardcourt     | Richard Krajicek (2)       | Mark Woodforde              | 6-4, 2-6, 6-4                 | details |
| 32.              | 15 november 1992  | ATP Antwerpen       | Tapijt (i)    | Richard Krajicek (3)       | Mark Woodforde              | 6-2, 6-2                      | details |
| 33.              | 3 mei 1993        | ATP Atlanta         | Gravel        | Jacco Eltingh (2)          | Bryan Shelton               | 7-61, 6-2                     | details |
| 34.              | 8 augustus 1993   | ATP Los Angeles     | Hardcourt     | Richard Krajicek (4)       | Michael Chang               | 0-6, 7-6(3), 7-6(5)           | details |
| 35.              | 10 april 1994     | ATP Barcelona       | Gravel        | Richard Krajicek (5)       | Carlos Costa                | 6-4, 7-6(6), 6-2              | details |
| 36.              | 12 juni 1994      | ATP Rosmalen        | Gras          | Richard Krajicek (6)       | Karsten Braasch             | 6-3, 6-4                      | details |
| 37.              | 29 augustus 1994  | ATP Schenectady     | Hardcourt     | Jacco Eltingh (3)          | Chuck Adams                 | 6-3, 6-4                      | details |
| 38.              | 3 oktober 1994    | ATP Kuala Lumpur    | Tapijt (i)    | Jacco Eltingh (4)          | Andrej Olchovski            | 7-61, 2-6, 6-4                | details |
| 39.              | 9 oktober 1994    | ATP Sydney          | Hardcourt (i) | Richard Krajicek (7)       | Boris Becker                | 7-6(5), 7-6(7), 2-6, 6-3      | details |
| 40.              | 15 januari 1995   | ATP Jakarta         | Hardcourt     | Paul Haarhuis (1)          | Radomír Vašek               | 7-5, 7-5                      | details |
| 41.              | 26 februari 1995  | ATP Stuttgart       | Tapijt (i)    | Richard Krajicek (8)       | Michael Stich               | 7-6(4), 6-3, 6-7(6), 1-6, 6-3 | details |
| 42.              | 5 maart 1995      | ATP Rotterdam       | Hardcourt (i) | Richard Krajicek (9)       | Paul Haarhuis               | 7-6(5), 6-4                   | details |
| 43.              | 2 oktober 1995    | ATP Valencia        | Gravel        | Sjeng Schalken (1)         | Gilbert Schaller            | 6-4, 6-2                      | details |
| 44.              | 8 januari 1996    | ATP Jakarta         | Hardcourt     | Sjeng Schalken (2)         | Younes El Aynaoui           | 6-3, 6-2                      | details |
| 45.              | 23 juni 1996      | ATP Nottingham      | Gras          | Jan Siemerink (2)          | Sandon Stolle               | 6-3, 7-6(0)                   | details |
| 46.              | 7 juli 1996       | Wimbledon           | Gras          | Richard Krajicek (10)      | MaliVai Washington          | 6-3, 6-4, 6-3                 | details |
| 47.              | 9 maart 1997      | ATP Rotterdam       | Hardcourt (i) | Richard Krajicek (11)      | Daniel Vacek                | 7-6(4), 7-6(5)                | details |
| 48.              | 20 april 1997     | ATP Tokio           | Hardcourt     | Richard Krajicek (12)      | Lionel Roux                 | 6-2, 3-6, 6-1                 | details |
| 49.              | 22 juni 1997      | ATP Rosmalen        | Gras          | Richard Krajicek (13)      | Guillaume Raoux             | 6-4, 7-6(7)                   | details |
| 50.              | 18 augustus 1997  | ATP Boston          | Hardcourt     | Sjeng Schalken (3)         | Marcelo Ríos                | 7-5, 6-3                      | details |
| 56.              | 15 februari 1998  | ATP Sint-Petersburg | Hardcourt (i) | Richard Krajicek (14)      | Marc Rosset                 | 6-4, 7-6(5)                   | details |
| 57.              | 8 maart 1998      | ATP Rotterdam       | Hardcourt     | Jan Siemerink (3)          | Thomas Johansson            | 6-2, 7-6(2)                   | details |
| 58.              | 4 oktober 1998    | ATP Toulouse        | Hardcourt     | Jan Siemerink (4)          | Greg Rusedski               | 6-4, 6-4                      | details |
| 59.              | 1 november 1998   | ATP Stuttgart       | Hardcourt (i) | Richard Krajicek (15)      | Jevgeni Kafelnikov          | 6-4, 6-3, 6-3                 | details |
| 60.              | 28 februari 1999  | ATP Londen          | Tapijt (i)    | Richard Krajicek (16)      | Greg Rusedski               | 7-6(6), 6-7(5), 7-5           | details |
| 61.              | 28 maart 1999     | ATP Key Biscayne    | Hardcourt     | Richard Krajicek (17)      | Sébastien Grosjean          | 4-6, 6-1, 6-2, 7-5            | details |
| 62.              | 11 januari 1999   | ATP Auckland        | Hardcourt     | Sjeng Schalken (4)         | Tommy Haas                  | 6-4, 6-4                      | details |
| 63.              | 10 juli 2000      | Newport             | Gras          | Peter Wessels (1)          | Jens Knippschild            | 7-6, 6-3                      | details |
| 64.              | 9 oktober 2000    | ATP Tokio           | Hardcourt     | Sjeng Schalken (5)         | Nicolás Lapentti            | 6-4, 3-6, 6-1                 | details |
| 65.              | 22 oktober 2001   | ATP Stockholm       | Hardcourt (i) | Sjeng Schalken (6)         | Jarkko Nieminen             | 3-6, 6-3, 6-3, 4-6, 6-3       | details |
| 66.              | 17 juni 2002      | ATP Rosmalen        | Gras          | Sjeng Schalken (7)         | Arnaud Clément              | 3-6, 6-3, 6-2                 | details |
| 67.              | 2 februari 2003   | ATP Milaan          | Hardcourt (i) | Martin Verkerk (1)         | Jevgeni Kafelnikov          | 6-4, 5-7, 7-5                 | details |
| 68.              | 16 juni 2003      | ATP Rosmalen        | Gras          | Sjeng Schalken (8)         | Arnaud Clément              | 6-3, 6-4                      | details |
| 69.              | 8 september 2003  | ATP Costa do Sauipe | Gravel        | Sjeng Schalken (9)         | Rainer Schüttler            | 6-2, 6-4                      | details |
| 70.              | 18 juli 2004      | ATP Amersfoort      | Gravel        | Martin Verkerk (2)         | Fernando González           | 7-6(5), 4-6, 6-4              | details |
| 71.              | 6 augustus 2011   | ATP Kitzbühel       | Gravel        | Robin Haase (1)            | Albert Montañés             | 6-4, 4-6, 6-1                 | details |
| 72.              | 28 juli 2012      | ATP Kitzbühel       | Gravel        | Robin Haase (2)            | Philipp Kohlschreiber       | 6-7, 6-3, 6-2                 | details |
| 73.              | 12 juni 2022      | ATP Rosmalen        | Gras          | Tim van Rijthoven (WC) (1) | Daniil Medvedev             | 6-4, 6-1                      | details |
| 73.              | 12 juni 2022      | ATP Pune            | Hardcourt     | Tallon Griekspoor(1)       | Benjamin Bonzi              | 4-6, 7-5, 6-3                 | details |
| 74.              | 18 juni 2022      | ATP Rosmalen        | Gras          | Tallon Griekspoor (2)      | Jordan Thompson             | 6-7 (4), 7-6 (3), 6-3         | details |
| verloren finales |                   |                     |               |                            |                             |                               |         |
| 1.               | 21 juli 1968      | Gstaad              | Gravel        | Cliff Drysdale             | Tom Okker (1)               | 6-3, 6-3, 6-0                 |         |
| 2.               | 8 september 1968  | US Open             | Gras          | Arthur Ashe                | Tom Okker (2)               | 14-12, 5-7, 6-3, 3-6, 6-3     | details |
| 3.               | 28 juli 1969      | Gstaad              | Gravel        | Roy Emerson                | Tom Okker (3)               | 6-1, 12-14, 6-4, 6-4          |         |
| 4.               | 11 augustus 1969  | Hamburg             | Gravel        | Tony Roche                 | Tom Okker (4)               | 6-1, 5-7, 7-5, 8-6            |         |
| 5.               | 19 juli 1970      | Gstaad              | Gravel        | Tony Roche                 | Tom Okker (5)               | 7-5, 7-5, 6-3                 |         |
| 6.               | 11 april 1971     | Monte Carlo         | Gravel        | Ilie Năstase               | Tom Okker (6)               | 3-6, 8-6, 6-1, 6-1            |         |
| 7.               | 11 juli 1971      | Gstaad              | Gravel        | John Newcombe              | Tom Okker (7)               | 6-2, 6-7, 1-6, 7-5, 6-3       |         |
| 8.               | 15 augustus 1971  | Montreal            | Gravel        | John Newcombe              | Tom Okker (8)               | 7-6, 3-6, 6-2, 7-6            |         |
| 9.               | 10 oktober 1971   | Vancouver WCT       | Tapijt (i)    | Ken Rosewall               | Tom Okker (9)               | 6-2, 6-2, 6-4                 |         |
| 10.              | 6 augustus 1972   | Boston WCT          | Hardcourt     | Robert Lutz                | Tom Okker (10)              | 6-4, 2-6, 6-4, 6-4            |         |
| 11.              | 12 november 1972  | Stockholm           | Hardcourt (i) | Stan Smith                 | Tom Okker (11)              | 6-4, 6-3                      |         |
| 12.              | 19 november 1972  | Rotterdam WCT       | Tapijt (i)    | Arthur Ashe                | Tom Okker (12)              | 3-6, 6-2, 6-1                 | details |
| 13.              | 29 juli 1973      | Washington, D.C.    | Gravel        | Arthur Ashe                | Tom Okker (13)              | 6-4, 6-2                      |         |
| 14.              | 23 september 1973 | Los Angeles         | Hardcourt     | Jimmy Connors              | Tom Okker (14)              | 7-5, 7-6                      |         |
| 15.              | 9 december 1973   | Tennis Masters Cup  | Tapijt (i)    | Ilie Năstase               | Tom Okker (15)              | 6-3, 7-5, 4-6, 6-3            | details |
| 16.              | 17 maart 1974     | Washington WCT      | Tapijt (i)    | Ilie Năstase               | Tom Okker (16)              | 6-3, 6-3                      |         |
| 17.              | 25 augustus 1974  | Boston              | Gravel        | Björn Borg                 | Tom Okker (17)              | 7-6, 6-1, 6-1                 |         |
| 18.              | 10 november 1974  | Stockholm WCT       | Hardcourt (i) | Arthur Ashe                | Tom Okker (18)              | 6-2, 6-2                      |         |
| 19.              | 2 maart 1975      | Rotterdam WCT       | Tapijt (i)    | Arthur Ashe                | Tom Okker (19)              | 3-6, 6-2, 6-4                 | details |
| 20.              | 20 april 1975     | Johannesburg WCT    | Hardcourt     | Buster Mottram             | Tom Okker (20)              | 6-4, 6-2                      |         |
| 21.              | 27 april 1975     | Stockholm WCT       | Tapijt (i)    | Arthur Ashe                | Tom Okker (21)              | 6-4, 6-2                      |         |
| 22.              | 30 juli 1978      | Hilversum           | Gravel        | Balázs Taróczy             | Tom Okker (22)              | 2-6, 6-1, 6-2, 6-4            | details |
| 23.              | 23 december 1984  | Adelaide            | Gras          | Peter Doohan               | Huub van Boeckel (1)        | 6-1, 1-6, 4-6                 |         |
| 24.              | 11 januari 1987   | Auckland            | Hardcourt     | Miloslav Mečíř             | Michiel Schapers (1)        | 6-2, 6-3, 6-4                 |         |
| 25.              | 28 februari 1988  | Metz                | Tapijt (i)    | Jonas Svensson             | Michiel Schapers (2)        | 6-2, 6-4                      |         |
| 26.              | 6 maart 1989      | Nancy               | Hardcourt (i) | Guy Forget                 | Michiel Schapers (3)        | 6-3, 7-6                      |         |
| 27.              | 16 juni 1991      | ATP Rosmalen        | Gras          | Christian Saceanu          | Michiel Schapers (4)        | 6-1, 3-6, 7-5                 | details |
| 28.              | 20 oktober 1991   | ATP Wenen           | Tapijt (i)    | Michael Stich              | Jan Siemerink (1)           | 6-4, 6-4, 6-4                 | details |
| 29.              | 6 april 1992      | ATP Singapore       | Hardcourt     | Simon Youl                 | Paul Haarhuis (1)           | 6-4, 6-1                      | details |
| 30.              | 12 april 1992     | ATP Tokio           | Hardcourt     | Jim Courier                | Richard Krajicek (1)        | 6-4, 6-4, 7-6(3)              | details |
| 31.              | 7 februari 1993   | ATP Marseille       | Tapijt (i)    | Marc Rosset                | Jan Siemerink (2)           | 6-2, 7-6(1)                   | details |
| 32.              | 21 februari 1993  | ATP Stuttgart       | Tapijt (i)    | Michael Stich              | Richard Krajicek (2)        | 4-6, 7-5, 7-6(4), 3-6, 7-5    | details |
| 33.              | 10 januari 1994   | ATP Doha            | Hardcourt     | Stefan Edberg              | Paul Haarhuis (2)           | 6-3, 6-2                      | details |
| 34.              | 21 februari 1994  | ATP Philadelphia    | Tapijt (i)    | Michael Chang              | Paul Haarhuis (3)           | 6-3, 6-2                      | details |
| 35.              | 20 februari 1995  | ATP Memphis         | Hardcourt (i) | Todd Martin                | Paul Haarhuis (4)           | 7-64, 6-4                     | details |
| 36.              | 6 maart 1995      | ATP Rotterdam       | Tapijt (i)    | Richard Krajicek           | Paul Haarhuis (5)           | 7-65, 6-4                     | details |
| 37.              | 30 juli 1995      | ATP Amsterdam       | Gravel        | Marcelo Ríos               | Jan Siemerink (3)           | 6-4, 7-5, 6-4                 | details |
| 38.              | 20 augustus 1995  | ATP New Haven       | Hardcourt     | Andre Agassi               | Richard Krajicek (3)        | 3-6, 7-6(2), 6-3              | details |
| 39.              | 27 augustus 1995  | ATP Long Island     | Hardcourt     | Jevgeni Kafelnikov         | Jan Siemerink (4)           | 7-6(0), 6-2                   | details |
| 40.              | 1 oktober 1995    | ATP Bazel           | Hardcourt (i) | Jim Courier                | Jan Siemerink (5)           | 6-7(2), 7-6(5), 5-7, 6-2, 7-5 | details |
| 41.              | 18 maart 1996     | ATP Indian Wells    | Hardcourt     | Michael Chang              | Paul Haarhuis (6)           | 7-5, 6-1, 6-1                 | details |
| 42.              | 19 mei 1996       | ATP Rome            | Gravel        | Thomas Muster              | Richard Krajicek (4)        | 6-2, 6-4, 3-6, 6-3            | details |
| 43.              | 4 augustus 1996   | ATP Los Angeles     | Hardcourt     | Michael Chang              | Richard Krajicek (5)        | 6-4, 6-3                      | details |
| 44.              | 18 augustus 1996  | ATP New Haven       | Hardcourt     | Alex O'Brien               | Jan Siemerink (6)           | 7-5(6), 6-4                   | details |
| 45.              | 13 oktober 1996   | ATP Wenen           | Tapijt (i)    | Boris Becker               | Jan Siemerink (7)           | 6-4, 6-7(7), 6-2, 6-3         | details |
| 46.              | 26 oktober 1997   | ATP Stuttgart       | Tapijt (i)    | Petr Korda                 | Richard Krajicek (6)        | 7-6(6), 6-2, 6-4              | details |
| 47.              | 9 november 1997   | ATP Stockholm       | Hardcourt     | Jonas Björkman             | Jan Siemerink (8)           | 3-6, 7-6(2), 6-2, 6-4         | details |
| 48.              | 9 augustus 1998   | ATP Toronto         | Hardcourt     | Patrick Rafter             | Richard Krajicek (7)        | 7-6(3), 6-4                   | details |
| 49.              | 31 augustus 1998  | ATP Boston          | Hardcourt     | Michael Chang              | Paul Haarhuis (7)           | 6-3, 6-4                      | details |
| 50.              | 31 oktober 1999   | ATP Stuttgart       | Hardcourt (i) | Thomas Enqvist             | Richard Krajicek (8)        | 6-1, 6-4, 5-7, 7-5            | details |
| 51.              | 18 juni 2000      | ATP Halle           | Gras          | David Prinosil             | Richard Krajicek (9)        | 6-3, 6-2                      | details |
| 52.              | 24 juli 2000      | ATP Amsterdam       | Gravel        | Magnus Gustafsson          | Raemon Sluiter (1)          | 6-7, 6-3, 7-5, 6-1            | details |
| 53.              | 16 oktober 2000   | ATP Shanghai        | Hardcourt     | Magnus Norman              | Sjeng Schalken (1)          | 6-4, 4-6, 6-3                 | details |
| 54.              | 13 augustus 2001  | ATP Washington      | Hardcourt     | Andy Roddick               | Sjeng Schalken (2)          | 6-2, 6-3                      | details |
| 55.              | 20 september 2002 | ATP Moskou          | Tapijt (i)    | Paul-Henri Mathieu         | Sjeng Schalken (3)          | 4-6, 6-2, 6-0                 | details |
| 56.              | 23 februari 2003  | ATP Rotterdam       | Hardcourt (i) | Maks Mirni                 | Raemon Sluiter (2)          | 7-6, 6-4                      | details |
| 57.              | 5 juni 2003       | Roland Garros       | Gravel        | Juan Carlos Ferrero        | Martin Verkerk (1)          | 6-1, 6-3, 6-2                 | details |
| 58.              | 21 juli 2003      | ATP Amersfoort      | Gravel        | Nicolás Massú              | Raemon Sluiter (3)          | 6-4, 6-7, 6-2                 | details |
| 59.              | 2 mei 2004        | ATP München         | Gravel        | Nikolaj Davydenko          | Martin Verkerk (2)          | 6-4, 7-5                      | details |
| 60.              | 23 juni 2007      | ATP Rosmalen        | Gras          | Ivan Ljubičić              | Peter Wessels (1)           | 7-6(5), 4-6, 7-6(4)           | details |
| 61.              | 20 juni 2009      | ATP Rosmalen        | Gras          | Benjamin Becker            | Raemon Sluiter (4)          | 7-5, 6-3                      | details |
| 62.              | 28 juli 2013      | ATP Gstaad          | Gravel        | Michail Joezjny            | Robin Haase (1)             | 6-3, 6-4                      | details |
| 63.              | 20 oktober 2013   | ATP Wenen           | Hardcourt (i) | Tommy Haas                 | Robin Haase (2)             | 6-3, 4-6, 6-4                 | details |
| 64.              | 24 juli 2016      | ATP Gstaad          | Gravel        | Feliciano López            | Robin Haase (3)             | 6-4, 7-5                      | details |
| 65.              | 1 mei 2022        | ATP München         | Gravel        | Holger Rune                | Botic van de Zandschulp (1) | 4-3, opgave                   | details |
| 66.              | 23 april 2023     | ATP München         | Gravel        | Holger Rune                | Botic van de Zandschulp (2) | 6-4, 1-6, 7-6(3)              | details |
| 67.              | 6 augustus 2023   | ATP Washington      | Hardcourt (i) | Daniel Evans               | Tallon Griekspoor (1)       | 7-6, 6-4                      | details |

Bijgewerkt t/m 01-07-2024

#### Davis Cup
| Nr.              | Jaar | Locatie finale | Ondergrond | Winnaar | Tegenstander in finale | Score |  |
| ---------------- | ---- | -------------- | ---------- | ------- | ---------------------- | ----- |  |
| gewonnen finales |      |                |            |         |                        |       |  |
| Geen             |      |                |            |         |                        |       |  |
| verloren finales |      |                |            |         |                        |       |  |
| Geen             |      |                |            |         |                        |       |  |

### Toernooien
| Naam                                 | Plaats                                                             | Categorie | Ondergrond                                                | Periode          | Locatie                                                                            | Jaargangen  |
| ------------------------------------ | ------------------------------------------------------------------ | --- | --------------------------------------------------------- | ---------------- | ---------------------------------------------------------------------------------- | ----------- |
| Huidige toernooien                   |                                                                    | |                                                           |                  |                                                                                    |             |
| ABN AMRO World Tennis Tournament     | Rotterdam                                                          | ATP Tour 500 (2009-heden) ATP International Series Gold (1999-2008) ATP International Series (1998) ATP World Series (1990-1997) | Hardcourt, indoor (2000-heden) Tapijt, indoor (1972-1999) | Februari         | Ahoy Rotterdam                                                                     | vanaf 1972  |
| Libéma Open                          | Rosmalen                                                           | ATP Tour 250 | Gras, buiten                                              | Juni             | Autotron Expodome                                                                  | vanaf 1990  |
| The Hague Open                       | Scheveningen                                                       | ATP Challenger | Gravel, buiten                                            | Juli             | Mets Tennisbanen                                                                   | vanaf 1993  |
| TEAN International                   | Alphen aan den Rijn                                                | ATP Challenger (2007-heden) ITF Future Tour (1996-2006)                                                                          | Gravel, buiten                                            | September        | Alphense Tennisclub                                                                | vanaf 1996  |
| Voormalige toernooien                |                                                                    | |                                                           |                  |                                                                                    |             |
| Dutch Open                           | Amersfoort (2002-2008) Amsterdam (1995-2001) Hilversum (2002-2008) | ATP International Series | Gravel, buiten                                            | Juli             | Sportpark Bokkeduinen (2002-2008) Amstelpark (1995-2001) 't Melkhuisje (2002-2008) | 1957 - 2008 |
| ATP Tour World Doubles Championships | Eindhoven                                                          | Tennis Masters Cup | Tapijt, indoor                                            | November         | Indoor-Sportcentrum Eindhoven                                                      | 1995        |
| WCT Amsterdam                        | Amsterdam                                                          | WCT circuit | Tapijt, indoor                                            | Oktober          |                                                                                    | 1982        |
| Groningen Challenger                 | Groningen                                                          | ATP Challenger | Hardcourt, indoor                                         | Oktober/november | MartiniPlaza                                                                       | 2003 - 2004 |
| Hilversum Open                       | Hilversum                                                          | ATP Challenger | Gravel, buiten                                            | Juli             | Tulip Tennis Center                                                                | 2002 - 2004 |
| Valkenswaard Challenger              | Valkenswaard                                                       | ATP Challenger | Tapijt, indoor                                            | November         |                                                                                    | 1986 - 1989 |

## Vrouwen

### Top 150-speelsters enkelspel (vanaf hetopen tijdperk)
| Nr. | Speelster              | Hoogste positie | Datum hoogste positie | W-V     | Titels | Verloren finales |
| --- | ---------------------- | --------------- | --------------------- | ------- | ------ | ---------------- |
| 1.  | Kiki Bertens           | 4               | 2019-05-13            | 428-252 | 10     | 5                |
| 2.  | Betty Stöve            | 5               | 1977-07-03            | 190-151 | 3      | 16               |
| 3.  | Brenda Schultz         | 9               | 1996-05-20            | 403-293 | 7      | 9                |
| 4.  | Marijke Jansen         | 21              | 1971                  |         | 1      | 6                |
| 5.  | Miriam Oremans         | 25              | 1993-07-26            | 289-256 | 0      | 5                |
| 6.  | Kristie Boogert        | 29              | 1996-02-05            | 256-239 | 0      | 1                |
| 6.  | Manon Bollegraf        | 29              | 1990-07-09            | 161-151 | 1      | 2                |
| 8.  | Michaëlla Krajicek     | 30              | 2008-02-11            | 317-200 | 3      | 0                |
| 8.  | Stephanie Rottier      | 30              | 1993-04-26            | 150-101 | 0      | 1                |
| 10. | Marcella Mesker        | 31              | 1983-03-14            | 105-138 | 1      | 0                |
| 11. | Elly Appel             | 32              |                       |         | 1      | 0                |
| 12. | Arantxa Rus            | 41              | 2023-08-14            | 675–412 | 3      | 3                |
| 13. | Nicole Jagerman        | 43              | 1990-05-14            | 136-138 | 0      | 0                |
| 14. | Hester Witvoet         | 64              | 1989-01-02            |         | 0      | 0                |
| 15. | Petra Kamstra          | 70              | 1995-10-02            | 144-94  | 0      | 0                |
| 16. | Amanda Hopmans         | 72              | 1999-11-01            | 223-162 | 0      | 1                |
| 17. | Seda Noorlander        | 80              | 1999-12-13            | 347-343 | 0      | 1                |
| 18. | Marianne van der Torre | 84              | 1981-12-31            | 124-95  | 0      | 0                |
| 19. | Yvette Basting         | 92              | 2001-03-05            | 206-130 | 0      | 0                |
| 20. | Richèl Hogenkamp       | 94              | 2017-07-24            | 419-275 | 0      | 0                |
| 21. | Nanette Schutte        | 103             |                       |         | 0      | 0                |
| 22. | Hellas ter Riet        | 110             | 1988-07-04            |         | 0      | 0                |
| 23. | Caroline Vis           | 111             | 1994-05-09            | 125-131 | 0      | 0                |
| 24. | Kim de Weille          | 116             | 1995-02-13            | 75-63   | 0      | 0                |
| 25. | Claire Wegink          | 118             | 1993-07-12            |         | 0      | 0                |
| 26. | Monique Kiene          | 123             | 1992-08-24            |         | 0      | 0                |
| 27. | Mariëtte Pakker        | 127             |                       |         | 0      | 0                |
| 28. | Elise Tamaëla          | 129             | 2007-02-12            | 244-156 | 0      | 0                |
| 29. | Cindy Burger           | 134             | 2016-11-07            | 282-215 | 0      | 0                |
| 30. | Lesley Kerkhove        | 135             | 2022-06-06            | 426-324 | 0      | 0                |
| 31. | Quirine Lemoine        | 137             | 2017-07-03            | 270-167 | 0      | 0                |
| 32. | Carin Bakkum           | 141             | 1989-03-27            | 111-138 | 0      | 0                |
| 33. | Bibiane Schoofs        | 142             | 2012-06-11            | 359-216 | 0      | 0                |
| 34. | Karin Moos             | 142             |                       |         |        |                  |

Bijgewerkt t/m 07-03-2022

### Finaleplaatsen
| Legenda                | Legenda                  |
| ---------------------- | ------------------------ |
| Grandslamtoernooi      |                          |
| Olympische Spelen      |                          |
| Year-End Championships |                          |
| tot 2009               | 2009 – 2020 / vanaf 2021 |
| Tier I                 | Premier Mandatory        |
| Tier II                | Premier Five / WTA 1000  |
| Tier III               | Premier / WTA 500        |
| Tier IV & V            | International / WTA 250  |
|                        | Challenger / WTA 125     |

#### Enkelspel (open tijdperk)
| Nr.              | Datum             | Toernooi            | Ondergrond    | Winnaar                | Tegenstander in finale | Score            |         |
| ---------------- | ----------------- | ------------------- | ------------- | ---------------------- | ---------------------- | ---------------- | ------- |
| gewonnen finales |                   |                     |               |                        |                        |                  |         |
| 1.               | 23 maart 1969     | Cannes              | Gravel        | Marijke Jansen (1)     | Betty Stöve            | 4-6, 6-2, 6-0    |         |
| 2.               | 27 september 1976 | WTA Tokio           | Tapijt (i)    | Betty Stöve (1)        | Margaret Court         | 1-6, 6-4, 6-3    |         |
| 3.               | 1 augustus 1972   | WTA Hilversum       | Gravel        | Betty Stöve (2)        | Marijke Jansen         | 7-5, 6-3         |         |
| 4.               | 22 juli 1973      | WTA Hilversum       | Gravel        | Betty Stöve (3)        | Helga Masthoff         | 7-5, 6-2         |         |
| 5.               | 22 juli 1978      | WTA Båstad          | Gravel        | Elly Vessies (1)       | Sylvia Hanika          | 2-6, 6-4, 6-2    |         |
| 6.               | 2 maart 1986      | WTA Oklahoma        | Tapijt (i)    | Marcella Mesker (1)    | Lori McNeil            | 6-4, 4-6, 6-3    |         |
| 7.               | 5 maart 1989      | WTA Oklahoma        | Hardcourt (i) | Manon Bollegraf (1)    | Leila Meschi           | 6-4, 6-4         |         |
| 8.               | 25 augustus 1991  | WTA Schenectady     | Hardcourt     | Brenda Schultz (1)     | Alexia Dechaume        | 7-65, 6-2        |         |
| 9.               | 14 juni 1992      | WTA Birmingham      | Gras          | Brenda Schultz (2)     | Jenny Byrne            | 6-2, 6-2         |         |
| 10.              | 2 mei 1993        | WTA Tarente         | Gravel        | Brenda Schultz (3)     | Debbie Graham          | 7-65, 6-2        |         |
| 11.              | 16 februari 1995  | WTA Oklahoma        | Hardcourt (i) | Brenda Schultz (4)     | Jelena Lichovtseva     | 6-1, 6-2         |         |
| 12.              | 5 november 1995   | WTA Québec          | Tapijt (i)    | Brenda Schultz (5)     | Dominique Monami       | 7-65, 6-2        |         |
| 13.              | 25 februari 1996  | WTA Oklahoma        | Hardcourt (i) | Brenda Schultz (6)     | Amanda Coetzer         | 6-3, 6-2         |         |
| 14.              | 26 oktober 1997   | WTA Québec          | Hardcourt (i) | Brenda Schultz (7)     | Dominique Van Roost    | 6-4, 64-7, 7-5   |         |
| 15.              | 9 oktober 2005    | WTA Tasjkent        | Hardcourt     | Michaëlla Krajicek (1) | Akgul Amanmuradova     | 6-0, 4-6, 6-3    | details |
| 16.              | 13 januari 2006   | WTA Hobart          | Hardcourt     | Michaëlla Krajicek (2) | Iveta Benešová         | 6-2, 6-1         | details |
| 17.              | 24 juni 2006      | WTA Rosmalen        | Gras          | Michaëlla Krajicek (3) | Dinara Safina          | 6-3, 6-4         | details |
| 18.              | 28 april 2012     | WTA Fez             | Gravel        | Kiki Bertens (1)       | Laura Pous Tió         | 7-5, 6-0         | details |
| 19.              | 21 mei 2016       | WTA Neurenberg      | Gravel        | Kiki Bertens (2)       | Mariana Duque Mariño   | 6-2, 6-2         | details |
| 20.              | 27 mei 2017       | WTA Neurenberg      | Gravel        | Kiki Bertens (3)       | Barbora Krejčíková     | 6-2, 6-1         | details |
| 21.              | 23 juli 2017      | WTA Gstaad          | Gravel        | Kiki Bertens (4)       | Anett Kontaveit        | 6-4, 3-6, 6-1    | details |
| 22.              | 4 april 2018      | WTA Charleston      | Gravel        | Kiki Bertens (5)       | Julia Görges           | 6-2, 6-1         | details |
| 23.              | 19 augustus 2018  | WTA Cincinnati      | Hardcourt     | Kiki Bertens (6)       | Simona Halep           | 2-6, 7-6, 6-2    | details |
| 24.              | 23 september 2018 | WTA Seoel           | Hardcourt     | Kiki Bertens (7)       | Ajla Tomljanović       | 7-6, 4-6, 6-2    | details |
| 25.              | 3 februari 2019   | WTA Sint-Petersburg | Hardcourt (i) | Kiki Bertens (8)       | Donna Vekić            | 7-6, 6-4         | details |
| 26.              | 11 mei 2019       | WTA Madrid          | Gravel        | Kiki Bertens (9)       | Simona Halep           | 6-4, 6-4         | details |
| 27.              | 16 februari 2020  | WTA Sint-Petersburg | Hardcourt (i) | Kiki Bertens (10)      | Jelena Rybakina        | 6-1, 6-3         | details |
| verloren finales |                   |                     |               |                        |                        |                  |         |
| 1.               | 16 maart 1969     | Beaulieu-sur-Mer    | Gravel        | Ingrid Loeys           | Marijke Jansen (1)     | 6-2, 6-0         |         |
| 2.               | 23 maart 1969     | Cannes              | Gravel        | Marijke Jansen         | Betty Stöve (1)        | 4-6, 6-2, 6-0    |         |
| 3.               | 22 maart 1970     | WTA Nice            | Gravel        | Gail Chanfreau         | Marijke Jansen (2)     | 7-5, 6-8, 6-2    |         |
| 4.               | 29 december 1970  | WTA Christchurch    | Gras          | Evonne Goolagong       | Betty Stöve (2)        | 6-1, 6-4         |         |
| 5.               | 4 april 1971      | WTA Nice            | Gravel        | Jill Cooper            | Marijke Jansen (3)     | 6-1, 6-1         |         |
| 6.               | 11 april 1971     | WTA Monte-Carlo     | Gravel        | Gail Sherriff          | Betty Stöve (3)        | 6-4, 4-6, 6-4    |         |
| 7.               | 23 juli 1972      | WTA Kitzbühel       | Gravel        | Katja Ebbinghaus       | Marijke Jansen (4)     | 7-5, 6-3         |         |
| 8.               | 10 juni 1972      | WTA Chichester      | Gras          | Karen Krantzcke        | Betty Stöve (4)        | Regen            |         |
| 9.               | 22 juli 1972      | WTA Hoylake         | Gras          | Evonne Goolagong       | Betty Stöve (5)        | Gedeeld          |         |
| 10.              | 1 augustus 1972   | WTA Hilversum       | Gravel        | Betty Stöve            | Marijke Jansen (5)     | 7-5, 6-3         |         |
| 11.              | 5 augustus 1973   | WTA Denver          | Hardcourt     | Billie Jean King       | Betty Stöve (6)        | 6-4, 6-2         |         |
| 12.              | 14 juli 1974      | WTA Båstad          | Gravel        | Sue Barker             | Marijke Jansen (6)     | 6-1, 7-5         |         |
| 13.              | 19 september 1976 | WTA Atlanta         | Tapijt (i)    | Virginia Wade          | Betty Stöve (7)        | 5-7, 7-5, 7-5    |         |
| 14.              | 5 december 1976   | WTA Sydney          | Gras          | Martina Navrátilová    | Betty Stöve (8)        | 7-5, 6-2         |         |
| 15.              | 2 juli 1977       | Wimbledon           | Gras          | Virginia Wade          | Betty Stöve (9)        | 4-6, 6-3, 6-1    | details |
| 16.              | 23 oktober 1977   | WTA São Paulo       | Tapijt (i)    | Billie Jean King       | Betty Stöve (10)       | 6-1, 6-4         |         |
| 17.              | 8 januari 1978    | WTA Washington      | Tapijt (i)    | Martina Navrátilová    | Betty Stöve (11)       | 7-5, 6-4         |         |
| 18.              | 12 februari 1978  | WTA Seattle         | Tapijt (i)    | Martina Navrátilová    | Betty Stöve (12)       | 6-1, 1-6, 6-1    |         |
| 19.              | 17 september 1978 | WTA Tokio           | Hardcourt     | Virginia Wade          | Betty Stöve (13)       | 6-4, 7-6         |         |
| 20.              | 22 oktober 1978   | WTA Brighton        | Tapijt (i)    | Virginia Ruzici        | Betty Stöve (14)       | 5-7, 6-2, 7-5    |         |
| 21.              | 29 oktober 1978   | WTA Filderstadt     | Hardcourt (i) | Tracy Austin           | Betty Stöve (15)       | 6-3, 6-3         |         |
| 22.              | 5 november 1979   | WTA Stockholm       | Tapijt (i)    | Billie Jean King       | Betty Stöve (16)       | 6-3, 6-7(4), 7-5 |         |
| 23.              | 28 februari 1988  | WTA Oklahoma        | Hardcourt (i) | Lori McNeil            | Brenda Schultz (1)     | 6-3, 6-2         |         |
| 24.              | 24 april 1988     | WTA Taipei          | Tapijt (i)    | Stephanie Rehe         | Brenda Schultz (2)     | 6-4, 6-4         |         |
| 25.              | 8 januari 1989    | WTA Brisbane        | Hardcourt     | Helena Suková          | Brenda Schultz (3)     | 7-66, 7-66       |         |
| 26.              | 25 februari 1990  | WTA Oklahoma        | Hardcourt (i) | Amy Frazier            | Manon Bollegraf (1)    | 6-4, 6-2         |         |
| 27.              | 17 februari 1991  | WTA Aurora          | Tapijt (i)    | Lori McNeil            | Manon Bollegraf (2)    | 6-3, 6-4         |         |
| 28.              | 12 juli 1992      | WTA Palermo         | Gravel        | Mary Pierce            | Brenda Schultz (4)     | 6-1, 63-7, 6-1   |         |
| 29.              | 30 augustus 1992  | WTA Schenectady     | Hardcourt     | Barbara Rittner        | Brenda Schultz (5)     | 7-63, 6-3        |         |
| 30.              | 11 april 1993     | WTA Tokio           | Hardcourt     | Kimiko Date            | Stephanie Rottier (1)  | 6-3, 6-1         |         |
| 31.              | 19 juni 1993      | WTA Eastbourne      | Gras          | Martina Navrátilová    | Miriam Oremans (1)     | 2-6, 6-2, 6-3    |         |
| 32.              | 20 februari 1994  | WTA Oklahoma        | Hardcourt (i) | Meredith McGrath       | Brenda Schultz (6)     | 7-66, 7-64       |         |
| 33.              | 15 mei 1994       | WTA Berlijn         | Gravel        | Steffi Graf            | Brenda Schultz (7)     | 7-66, 6-4        |         |
| 34.              | 10 juli 1994      | WTA Palermo         | Gravel        | Irina Spîrlea          | Brenda Schultz (8)     | 6-4, 1-6, 7-65   |         |
| 35.              | 6 november 1994   | WTA Québec          | Tapijt (i)    | Katerina Maleeva       | Brenda Schultz (9)     | 6-3, 6-3         |         |
| 36.              | 22 juni 1997      | WTA Rosmalen        | Gras          | Ruxandra Dragomir      | Miriam Oremans (2)     | 5-7, 6-2, 6-4    |         |
| 37.              | 20 juni 1998      | WTA Rosmalen        | Gras          | Julie Halard-Decugis   | Miriam Oremans (3)     | 6-3, 6-4         |         |
| 38.              | 23 april 2000     | WTA Boedapest       | Gravel        | Tathiana Garbin        | Kristie Boogert (1)    | 6-2, 7-6         |         |
| 39.              | 8 mei 2000        | WTA Warschau        | Gravel        | Henrieta Nagyová       | Amanda Hopmans (1)     | 2-6, 6-4, 7-5    |         |
| 40.              | 19 oktober 2000   | WTA Bratislava      | Hardcourt (i) | Dája Bedáňová          | Miriam Oremans (4)     | 6-1, 5-7, 6-3    |         |
| 41.              | 17 juni 2001      | WTA Birmingham      | Gras          | Nathalie Tauziat       | Miriam Oremans (5)     | 6-3, 7-5         |         |
| 42.              | 17 juni 2001      | WTA Tasjkent        | Hardcourt     | Bianka Lamade          | Seda Noorlander (1)    | 6-3, 2-6, 6-2    |         |
| 43.              | 17 juli 2016      | WTA Gstaad          | Gravel        | Viktorija Golubic      | Kiki Bertens (1)       | 4-6, 6-3, 6-4    | details |
| 44.              | 19 november 2017  | WTA Taipei          | Tapijt (i)    | Belinda Bencic         | Arantxa Rus (1)        | 7-6, 6-1         | details |
| 45.              | 12 mei 2018       | WTA Madrid          | Gravel        | Petra Kvitová          | Kiki Bertens (2)       | 7-6, 4-6, 6-3    | details |
| 46.              | 16 juni 2019      | WTA Rosmalen        | Gras          | Alison Riske           | Kiki Bertens (3)       | 0-6, 7-6, 7-5    | details |
| 47.              | 28 juli 2019      | WTA Palermo         | Gravel        | Jil Teichmann          | Kiki Bertens (4)       | 7-6, 6-2         | details |
| 48.              | 27 oktober 2019   | WTA Elite Trophy    | Hardcourt (i) | Aryna Sabalenka        | Kiki Bertens (5)       | 4-6, 2-6         | details |

Bijgewerkt t/m 21-06-2022

#### Fed Cup
| Nr.              | Jaar | Locatie finale                  | Ondergrond     | Winnaar                                                                | Tegenstander in finale                                               | Score |         |
| ---------------- | ---- | ------------------------------- | -------------- | ---------------------------------------------------------------------- | -------------------------------------------------------------------- | ----- | ------- |
| gewonnen finales |      |                                 |                |                                                                        |                                                                      |       |         |
| Geen             |      |                                 |                |                                                                        |                                                                      |       |         |
| verloren finales |      |                                 |                |                                                                        |                                                                      |       |         |
| 1.               | 1968 | Stade Roland Garros, Parijs     | Gravel, buiten | Australië Kerry Melville Margaret Court                                | Nederland Marijke Jansen Astrid Suurbeek Lidy Venneboer              | 3-0   | details |
| 2.               | 1997 | Brabanthallen, 's-Hertogenbosch | Tapijt, indoor | Frankrijk Mary Pierce Sandrine Testud Nathalie Tauziat Alexandra Fusai | Nederland Miriam Oremans Brenda Schultz Caroline Vis Manon Bollegraf | 4-1   | details |

### Toernooien
| Naam                        | Plaats    | Categorie         | Ondergrond     | Periode          | Locatie           | Jaargangen |
| --------------------------- | --------- | ----------------- | -------------- | ---------------- | ----------------- | ---------- |
| Huidige toernooien          |           |                   |                |                  |                   |            |
| Libéma Open                 | Rosmalen  | WTA International | Gras, buiten   | Juni             | Autotron Expodome | vanaf 1996 |
| Voormalige toernooien       |           |                   |                |                  |                   |            |
| Hilversum Trophy            | Hilversum | WTA Tour          | Tapijt, indoor | Oktober/november | 't Melkhuisje     | 1985-1986  |
| Dutch International Indoors | Amsterdam | WTA Tour          | Tapijt, indoor | November         |                   | 1980       |
| Dutch Open                  | Hilversum |                   | Gravel, buiten | Juli/augustus    | 't Melkhuisje     | 1957-1973  |

## Tennisspelers van Nederlandse afkomst
| Naam              | Hoogste positie | Datum hoogste positie | W-V     | Titels | Finales | Uitkomend voor | Geboren in | Afkomst vader | Afkomst moeder |
| ----------------- | --------------- | --------------------- | ------- | ------ | ------- | -------------- | ---------- | ------------- | -------------- |
| Noëlle van Lottum | 57              | 1993-01-11            | 195-196 | 1      | 0       | Frankrijk      | Nederland  | Nederland     | Frankrijk      |

Bijgewerkt t/m 31-05-2019

## Ledenaantallen KNLTB
Hieronder de ontwikkeling van het ledenaantal en het aantal verenigingen: 
| Jaar | Ledenaantal | Verenigingen |
| ---- | ----------- | ------------ |
| 2023 | 649.000     | 1.707        |
| 2022 | 631.000     | 1.691        |
| 2021 | ?           | 1.668        |
| 2020 | 549.524     | 1.645        |
| 2019 | 549.092     | 1.653        |
| 2018 | 558.264     | 1.657        |
| 2017 | 570.431     | 1.662        |
| 2016 | 582.918     | 1.682        |
| 2015 | 599.012     | 1.703        |
| 2014 | 622.807     | 1.696        |
| 2013 | 625.666     | 1.712        |
| 2012 | 674.696     | 1.711        |
| 2011 | 668.811     | 1.737        |
| 2010 | 690.370     | 1.739        |
| 2009 | 697.163     | 1.732        |
| 2008 | 719.985     | 1.741        |
| 2007 | 691.441     | 1.744        |
| 2006 | 698.853     | 1.761        |
| 2005 | 709.277     | 1.767        |
| 2004 | 719.254     | 1.800        |
| 2003 | 710.497     | 1.794        |
| 2002 | 702.902     | 1.795        |
| 2001 | 701.941     | 1.804        |
| 2000 | 710.088     |              |
| 1999 | 713.594     | 1.804        |
| 1998 | 724.021     |              |
| 1996 | 727.888     | 1.803        |
| 1994 | 743.531     |              |
| 1993 | 738.093     |              |
| 1990 | 687.153     |              |
| 1987 | 633.508     |              |
| 1984 | 570.777     |              |
| 1981 | 480.998     |              |
| 1978 | 371.671     |              |
| 1974 | 155.000     | 820          |
| 1969 | 101.235     |              |
| 1960 | 50.000      | 460          |
| 1950 | 51.800      |              |
| 1940 | 35.000      | 350          |
| 1930 | 22.500      |              |
| 1918 | 8.000       | 399          |
| 1914 | 4.000       | 62           |

## Baansoorten
Baansoorten in Nederland
Nederland kent meer kunstgrasbanen dan alle andere baansoorten bij elkaar (55 procent). 38 procent van de banen is van gravel en 6% van de banen is van alternatief gravel. Het percentage gravelbanen ligt in de buurlanden Duitsland en Belgie op respectievelijk 90 en 86 procent. Het grote percentage kunstgrasbanen in Nederland is opvallend, geen enkel ander land heeft zo'n hoog percentage aan kunstgrasbanen. Volgens kenners zijn kunstgrasbanen niet goed voor de opleiding van het tennis.
| District            | Totaal aantal banen | Mineraal ongebonden (gravel, etc.) | Mineraal ongebonden (gravel, etc.) | Mineraal gebonden (beton/hardcourt) | Mineraal gebonden (beton/hardcourt) | Kunststof | Kunststof | Zand- kunstgras | Zand- kunstgras | Zandkunst- gras rood | Zandkunst- gras rood |
| District            | Totaal aantal banen | Aantal                             | %                                  | Aantal                              | %                                   | Aantal    | %         | Aantal          | %               | Aantal               | %                    |
| ------------------- | ------------------- | ---------------------------------- | ---------------------------------- | ----------------------------------- | ----------------------------------- | --------- | --------- | --------------- | --------------- | -------------------- | -------------------- |
| Centraal-Brabant    | 774                 | 103                                | 13%                                | 4                                   | 1%                                  | 0         | 0%        | 575             | 74%             | 92                   | 12%                  |
| Den Haag            | 531                 | 270                                | 51%                                | 16                                  | 3%                                  | 4         | 1%        | 67              | 13%             | 170                  | 32%                  |
| Friesland           | 425                 | 236                                | 56%                                | 5                                   | 1%                                  | 11        | 3%        | 111             | 26%             | 62                   | 15%                  |
| Gelderland          | 1.263               | 354                                | 28%                                | 31                                  | 2%                                  | 17        | 1%        | 647             | 51%             | 214                  | 17%                  |
| Groningen/Drenthe   | 638                 | 438                                | 69%                                | 6                                   | 1%                                  | 8         | 1%        | 83              | 13%             | 102                  | 16%                  |
| IJmond              | 606                 | 400                                | 66%                                | 20                                  | 3%                                  | 3         | 0%        | 96              | 16%             | 86                   | 14%                  |
| Leiden              | 473                 | 279                                | 59%                                | 11                                  | 2%                                  | 17        | 4%        | 73              | 15%             | 93                   | 20%                  |
| Limburg             | 789                 | 438                                | 56%                                | 11                                  | 1%                                  | 2         | 0%        | 158             | 20%             | 177                  | 22%                  |
| Noord-Holland Noord | 778                 | 328                                | 42%                                | 10                                  | 1%                                  | 3         | 0%        | 321             | 41%             | 115                  | 15%                  |
| Oost-Brabant        | 843                 | 122                                | 14%                                | 2                                   | 0%                                  | 2         | 0%        | 547             | 65%             | 170                  | 20%                  |
| Overijssel          | 718                 | 292                                | 41%                                | 18                                  | 3%                                  | 0         | 0%        | 301             | 42%             | 107                  | 15%                  |
| Rotterdam           | 896                 | 388                                | 43%                                | 46                                  | 5%                                  | 13        | 1%        | 142             | 16%             | 302                  | 34%                  |
| Utrecht             | 1.038               | 534                                | 51%                                | 10                                  | 1%                                  | 31        | 3%        | 182             | 18%             | 281                  | 27%                  |
| West-Brabant        | 396                 | 151                                | 38%                                | 0                                   | 0%                                  | 0         | 0%        | 94              | 24%             | 151                  | 38%                  |
| Zeeland             | 290                 | 170                                | 59%                                | 3                                   | 1%                                  | 5         | 2%        | 43              | 15%             | 69                   | 24%                  |
| Nederland           | 10.458              | 4.503                              | 43%                                | 193                                 | 2%                                  | 116       | 1%        | 3.440           | 33%             | 2.191                | 21%                  |

Bron: Sportaccommodaties in Nederland, Kaarten en kengetallen Mulier Instituut
| District            | Totaal aantal banen | Mineraal ongebonden (gravel, etc.) | Mineraal ongebonden (gravel, etc.) | Mineraal gebonden (beton/hardcourt) | Mineraal gebonden (beton/hardcourt) | Kunststof | Kunststof | Zand- kunstgras | Zand- kunstgras | Zandkunst- gras rood | Zandkunst- gras rood |
| District            | Totaal aantal banen | Aantal                             | %                                  | Aantal                              | %                                   | Aantal    | %         | Aantal          | %               | Aantal               | %                    |
| ------------------- | ------------------- | ---------------------------------- | ---------------------------------- | ----------------------------------- | ----------------------------------- | --------- | --------- | --------------- | --------------- | -------------------- | -------------------- |
| Centraal-Brabant    | 763                 | 110                                | 14%                                | 4                                   | 1%                                  | 0         | 0%        | 563             | 74%             | 86                   | 11%                  |
| Den Haag            | 556                 | 295                                | 53%                                | 33                                  | 6%                                  | 0         | 0%        | 73              | 13%             | 154                  | 28%                  |
| Friesland           | 433                 | 241                                | 56%                                | 7                                   | 2%                                  | 14        | 3%        | 110             | 25%             | 60                   | 14%                  |
| Groningen/Drenthe   | 644                 | 439                                | 68%                                | 8                                   | 1%                                  | 10        | 2%        | 92              | 14%             | 95                   | 15%                  |
| Gelderland          | 1.257               | 378                                | 30%                                | 33                                  | 3%                                  | 21        | 2%        | 642             | 51%             | 183                  | 15%                  |
| IJmond              | 612                 | 429                                | 70%                                | 22                                  | 4%                                  | 3         | 0%        | 81              | 13%             | 77                   | 13%                  |
| Leiden              | 451                 | 281                                | 62%                                | 11                                  | 2%                                  | 8         | 2%        | 64              | 14%             | 87                   | 19%                  |
| Limburg             | 824                 | 488                                | 59%                                | 11                                  | 1%                                  | 6         | 1%        | 167             | 20%             | 149                  | 18%                  |
| Noord-Holland Noord | 743                 | 287                                | 39%                                | 11                                  | 1%                                  | 3         | 0%        | 341             | 46%             | 100                  | 13%                  |
| Oost-Brabant        | 827                 | 116                                | 14%                                | 2                                   | 0%                                  | 0         | 0%        | 551             | 67%             | 158                  | 19%                  |
| Overijssel          | 738                 | 308                                | 42%                                | 18                                  | 2%                                  | 0         | 0%        | 304             | 41%             | 108                  | 15%                  |
| Rotterdam           | 879                 | 410                                | 47%                                | 53                                  | 6%                                  | 35        | 4%        | 136             | 15%             | 245                  | 28%                  |
| Utrecht             | 1.025               | 532                                | 52%                                | 17                                  | 2%                                  | 41        | 4%        | 191             | 19%             | 244                  | 24%                  |
| West-Brabant        | 409                 | 176                                | 43%                                | 0                                   | 0%                                  | 0         | 0%        | 94              | 23%             | 139                  | 34%                  |
| Zeeland             | 290                 | 181                                | 62%                                | 3                                   | 1%                                  | 5         | 2%        | 43              | 15%             | 58                   | 20%                  |
| Nederland           | 10.451              | 4.671                              | 45%                                | 233                                 | 2%                                  | 146       | 1%        | 3.452           | 33%             | 1.943                | 19%                  |

Bron: Tennis in Nederland, De tenniswereld in al haar aspecten geserveerd Mulier Instituut
Ontwikkeling in marktaandelen van tennisbanen in Nederland in 2004-2015